# جون بن حوی
جون بن جوی (درگذشته ۱۰ اکتبر ۶۸۰ میلادی) (نام کامل: جوْنِ بْنِ حُوَیِّ بن قتادة بن اعور بن ساعدة بن عوف بن کعب بن حویّ) از کشته شدگان کربلا است.

## نام
از وی با عنوان‌های جریره، جریر، جون بن جوی، جون بن حریّ، جویره، جوین بن ابی مالک، حرز، حرّه و حریره، حویّ و خون بن حوی نیز یاد شده‌است.

## مالک
جون بن جوی غلامی سیاه و اهل نوبه بود. علی بن ابی طالب او را از فضل بن عباس بن عبدالمطلب به مبلغ ۱۵۰ دینار خریداری نمود، و به ابوذر هدیه کرد. وی تا هنگام تبعید ابوذر غفاری و نیز در تبعیدگاه (ربذه) در کنار او بود. پس از درگذشت ابوذر در سال ۳۲ هجری جون بن جوی به مدینه برگشت و در خدمت علی بن ابی طالب و سپس در خدمت حسن مجتبی و حسین بن علی و سرانجام در خدمت علی بن حسین (سجاد) بود.